# Samuel Bouhours
Pour les articles homonymes, voir Bouhours.
Samuel Bouhours est un footballeur français né le 26 juin 1987 au Mans. Il évolue au poste de latéral gauche ou de défenseur central.

## Biographie

### Carrière en club
Formé au Mans, il est membre de la sélection des 18 ans des Pays de la Loire qui dispute le Tournoi international cadets de Rezé. Il signe son premier contrat pro d'une durée de trois ans à la fin de la saison 2006-2007. Il dispute son premier match de Ligue 1 contre Sochaux le samedi 12 janvier 2008. À la suite de ce match, il ne cesse d'être aligné au côté de Marko Baša, en défense centrale ou bien sur le flanc gauche de la défense. Après une blessure au genou durant l'été 2008, il revient progressivement à son meilleur niveau. Il gagne sa place de titulaire, grâce à sa présence et son sens du placement. Il joue principalement défenseur latéral gauche, même s'il lui arrive en cours de match de prendre la place de défenseur central, pour les besoins de l'équipe.
En juin 2011, libre de tout contrat, il signe un contrat de trois ans en faveur du club corse l'AC Ajaccio, pour y évoluer en Ligue 1. Il dispute deux saisons pleines avec le club corse et dispute 57 matchs en deux saisons.
En juillet 2013, il est laissé libre par Ajaccio et signe en Ligue 2 au Tours FC pour un contrat de trois ans . Samuel Bouhours réalise une saison 2015-2016 des plus réussies : il est plébiscité par le magazine France Football qui le place dans son équipe-type de l’année en Ligue 2.
Le 13 juin 2016, Samuel Bouhours signe un contrat de deux ans avec le Stade de Reims. Avec les Rouges et Blancs, il joue 42 matchs officiels et marque un but, il participe à la conquête du titre de champion de France de Ligue 2 et à la remontée en Ligue 1 des Rémois.
Le 15 octobre 2018, libre depuis la fin de son contrat avec le Stade de Reims, il s'engage avec le Stade lavallois, qui évolue alors en National, après un essai concluant. En juillet 2020, il rechausse les crampons et s'engage avec les JS Coulaines en R1.

### En sélection nationale
En mai 2008, il participe avec une équipe de France espoirs « bis » (nommée des « moins de 20 ans » par la FFF bien que composée de joueurs nés de 1986 à 1988) au Tournoi de Toulon. Titulaire lors de deux défaites face au Japon et aux Pays-Bas, il voit son équipe éliminée dès le premier tour.

### Reconversion
Après sa carrière professionnelle il devient assistant éducatif dans le collège des Mûriers au Mans. En 2022 il lance sa marque de prêt-à-porter à l'effigie de la ville du Mans.

## Statistiques
| Saison                | Club                  | Championnat           | Championnat | Championnat | Coupe nationale | Coupe nationale | Coupe de la Ligue | Coupe de la Ligue | Total | Total |
| Saison                | Club                  | Division              | M.          | B.          | M.              | B.              | M.                | B.                | M.    | B.    |
| 2007-2008             | Le Mans UC 72         | Ligue 1               | 15          | 0           | 1               | 0               | 1                 | 0                 | 17    | 0     |
| 2008-2009             | Le Mans UC 72         | Ligue 1               | 15          | 0           | 3               | 0               | -                 | -                 | 18    | 0     |
| 2009-2010             | Le Mans UC 72         | Ligue 1               | 5           | 0           | 2               | 0               | -                 | -                 | 7     | 0     |
| 2010-2011             | Le Mans FC            | Ligue 2               | 25          | 0           | 4               | 0               | -                 | -                 | 29    | 0     |
| 2011-2012             | AC Ajaccio            | Ligue 1               | 25          | 0           | 1               | 0               | -                 | -                 | 26    | 0     |
| 2012-2013             | AC Ajaccio            | Ligue 1               | 29          | 0           | 1               | 0               | 1                 | 0                 | 31    | 0     |
| 2013-2014             | Tours FC              | Ligue 2               | 25          | 0           | 1               | 0               | 4                 | 0                 | 30    | 0     |
| 2014-2015             | Tours FC              | Ligue 2               | 37          | 0           | -               | -               | 1                 | 0                 | 38    | 0     |
| 2015-2016             | Tours FC              | Ligue 2               | 32          | 0           | 2               | 0               | 4                 | 0                 | 38    | 0     |
| 2016-2017             | Stade de Reims        | Ligue 2               | 29          | 1           | 2               | 0               | -                 | -                 | 31    | 1     |
| 2017-2018             | Stade de Reims        | Ligue 2               | 11          | 0           | -               | -               | -                 | -                 | 11    | 0     |
| Total sur la carrière | Total sur la carrière | Total sur la carrière | 248         | 1           | 17              | 0               | 11                | 0                 | 276   | 1     |

## Palmarès
- Champion de France de Ligue 2 en 2018 avec le Stade de Reims